# Emin
Emin je  moško osebno ime.

## Izvor imena
Ime Emin je moška oblika ženskega osebnega imena Emina.

## Pogostost imena
Po podatkih Statističnega urada Republike Slovenije je bilo na dan 31. decembra 2007 v Sloveniji število ženskih oseb z imenom Emin: 188.